# معركة أم الجماجم
هي أهم معركة شهدتها قرية التويثير بالأحساء.

## سبب التسمية
فسميت بأم الجماجم لكثرة ما وقع فيها وحولها من الجماجم والقصة المشهورة التي وقعت على ام الجماجم كانت في عهد محمد علي باشا الوالي التركي في مصر وبعد القضاء على الدولة السعودية الأولى في معقل دارهم الدرعية , وعند رجوعهم من الدرعية منتصرين على الدولة السعودية الأولى وكان حضورهم بإيعاز من الشيخ فيصل بن وطبان الدويش بعد مقتل شيوخ مطير الذي حصل في عهد عبد الله بن سعود الذي تولى الإمامة بعد أبيه سعود 1227هـ( وقد ذكر الرحالة السويسري بوركهارت والضابط الأنجليزي سادلير حادثة مقتل الشيوخ ).

## المكان والزمان
هي معركة وقعت في حدود 1233-1240هـ.
أرسل فيصل الدويش إلى والي مصر كلاً من منديل بن غنيمان الملعبي وقيل حباب بن قحيصان البرازي واخبراه الرسولان ما حدث في أرض الجزيرة من ظلم وجور فجهز الجيش للقضاء على الدولة السعودية الأولى وكان سقوط الدرعية سنة 1818 م بمشاركة مطير.
تكملة الموضوع وهو ان الأتراك بعد ان أسقطوا الدرعية بفترة أرسل محمد علي باشا لقائده ان يتوسع في المنطقة وان يسيطر على اماكن أخرى في العراق وما حولها فأرسل قائد الجند إبراهيم باشا وقيل خورشيد طاهر باشا إلى الدويش أن يجهز له المياه والمؤن والنساء لكي يتسلى بها الجند الذين قد بقوا وقتاً طويلاً عن اهلهم فلم يرضه هذا الكلام واضمر في نفسه شيئاً وأعد العدة على آبار ام الجماجم وقام بالأمر لكل مطير ان يهدموا ويسمموا الآبار فهلك جند الأتراك في منطقة ام الجماجم( الدحاحيم). وأشتهرت زيادة بهذا الأسم بعد هذه الحادثة (فمن يرضى على عرضه بهذا الأمر؟)

## تفاصيل المعركة
وصول الجبور ومن ناصرهم من البدو إلى المقر الجديد، هدد الأمن والاستقرار الذين سعى السيد أحمد المدني لتوفيرهما لحياة عائلته في الأحساء. مما اضطره لاستخدام أمواله وحنكته لمعركة حاسمة يكسر بها شوكة الجبور ومن ناصرهم، ويثبت مكانة العائلة ومنعتها وقدرتها على الانتصار في أعتى المعارك.
وصلت الأخبار من العيون التي نشرها السيد أحمد المدني خارج القرية، أن الجبور قادمون للهجوم من جديد.فأخلى القلعة تماما. فدخل المهاجمون إلى مكان شبه مهجور، إلا من عدة حراس سرعان ما لاذوا بالفرار داخل الجبل. فتبعهم الجبور كي يصلوا إلى السيد احمد المدني وثروته. دخل الحراس إلى كهف في الجبل (يعرف الآن بغار أبو الجماجم لكثرة ما وجد فيه من جماجم وهياكل عظمية)، مدخله لا يتسع إلا لشخص واحد فقط. وفي نهاية المدخل حفرة عميقة أعدت بعناية. أخذ الجبور يدخلون الواحد تلو الآخر ضنا منهم أن الثروة مخبأة هناك.والحراس المستعدون داخل الكهف يقتلون كل من يدخل. بينما التف السيد أحمد المدني بباقي عائلته ورجاله من خلفهم وحاصروهم في وادي عند مدخل الكهف وأجهزوا عليهم في معركة شديدة اعتبرت منعطفا هاما في تاريخ العائلة وعُدَّت إحدى المعارك المشهورة عند أهالي الأحساء.

### المرحلة الثانية
بعد هذه الواقعة، والهزيمة الكبيرة التي لحقت بالجبور رغم قوتهم المشهورة ذلك الوقت. ذاع صيت السيد أحمد المدني في المنطقة. واستقرت له الحياة في القرية التي أخذت بالاتساع، حيث بدأ السيد وأهله يشترون المزارع من حولهم. فيتكاثر الراغبون بمجاورتهم والفلاحون الراغبون بالعمل لديهم. وهذا الأمر أدى إلى توسع القرية وزيادة عدد ساكنيها بشكل كبير وملحوظ. وهو يفسر أيضا ما عرف أن معظم العوائل التي استقرت في القرية لها امتداد في القرى الأخرى مثل قرى العمران, والقارة, والحليلة, والبطالية والعيون.
ويرجع سبب إصرار الجبور على تتبع السيد أحمد المدني، لما تمثله عائلته من قوة داعمه لحكم الجروانيين في الأحساء لما تمتلكه من قوة عسكرية ومادية واجتماعية ويدل ذلك ما ورد عن العلامة المجتهد الأحسائي المشهور الشيخ محمد بن الشيخ علي ابن جمهور في كتابه غوالي الليالي في وصفه لأستاذه السيد محمد ابن السيد احمد المدني أنه (قاضي قضاة الإسلام والفارق بميامين همته في الحلال والحرام) مما قد يعني توليه منصب رسمي للقضاء بمرتبة عالية.
ومما يروى أيضا دلالة على غنى العائلة الكبير وامتلاكها لثروة كبيرة من الذهب والأموال والجاه، أن إحدى نساء العائلة (بعد فترة طويلة من استقرار العائلة في التويثير)، قررت السفر للإقامة بالعراق. فذهبت هي وحاشيتها إلى ميناء العقير حيث أبحرت إلى البحرين، لانتظار المركب الذي يقلهم إلى العراق. لكن ربان السفينة النوخذة أخبرها أن رجلا من المبارك (يعرف بابي رقبة) من قرية الحليلة بالأحساء رفض ركوبها معه في المركب. فما كان منها إلا أن اشترت المركب بالثمن الذي أراده صاحبه. واستضافت كل المسافرين. وأمرت أن لا تشعل نار غير نارها طول الطريق. ثم أهدت المركب للنوخذة في نهاية الرحلة بعد أن أحست بتساؤلاته عن مصيره هو وبحارته. وهذه الرواية من الروايات المتناقلة والمشهورة بين رجال العائلة وأهالي القرية.